# 大野乾
大野乾（日语：／ Ōno Susumu，1928年2月1日—2000年1月13日）是一位出生於日治朝鮮，旅居於美國的日本遺傳學家與演化生物學家，他提出了基因重複的概念，並研究X染色體上的基因表現，如X染色體去活化。此外，大野乾並以基因重複現象，發展了有關生物演化機制的理論。

## 著作
- Sex Chromosomes and Sex-Linked Genes (Springer-Verlag, 1967)
- Evolution by Gene Duplication (Springer-Verlag, 1970)
- The Origin of the Japanese Language (Kokusai Bunka Shinkokai, 1970)
- Protochordata, Cyclostomata, and Pisces (Gebruder Borntraeger, 1974)
- 遺伝子重複による進化（山岸秀夫・梁 永弘 訳，岩波書店，1977年）
- Major Sex Determining Genes (Springer-Verlag, 1979)
- 生命の誕生と進化（東京大学出版会，1988年）
- 大いなる仮説―DNAからのメッセージ（羊土社，1991年）
- 続 大いなる仮説―5.4億年前の進化のビッグバン（羊土社，1996年）
- 未完 先祖物語―遺伝子と人類誕生の謎（羊土社，2000年）

## 延伸閱讀
- 大野乾の世界．大野 翠 (翻訳), Steven J. Novack・山口陽子・早川 智・須藤鎮世・森 望（著），羊土社，2003年

## 外部連結
- Susumu Ohno, February 1, 1928–January 13, 2000 (By Ernest Beutler, Biographical Memoirs, National Academy of Science) （页面存档备份，存于）